# Cephalodella xenica
Cephalodella xenica är en hjuldjursart som beskrevs av Myers 1924. Cephalodella xenica ingår i släktet Cephalodella och familjen Notommatidae. Inga underarter finns listade i Catalogue of Life.